# Линьер (Об)
Линье́р (фр. Lignières) — коммуна во Франции, находится в регионе Шампань — Арденны. Департамент — Об. Входит в состав кантона Шаурс. Округ коммуны — Труа.
Код INSEE коммуны — 10443.
Коммуна расположена приблизительно в 160 км к юго-востоку от Парижа, в 120 км южнее Шалон-ан-Шампани, в 40 км к югу от Труа.

## Население
Население коммуны на 2008 год составляло 226 человек.
| 1962 | 1968 | 1975 | 1982 | 1990 | 1999 | 2008 |
| ---- | ---- | ---- | ---- | ---- | ---- | ---- |
| 320  | 307  | 276  | 259  | 230  | 248  | 226  |

## Экономика
В 2007 году среди 127 человек в трудоспособном возрасте (15—64 лет) 94 были экономически активными, 33 — неактивными (показатель активности — 74,0 %, в 1999 году было 73,2 %). Из 94 активных работали 84 человека (50 мужчин и 34 женщины), безработных было 10 (3 мужчины и 7 женщин). Среди 33 неактивных 6 человек были учениками или студентами, 11 — пенсионерами, 16 были неактивными по другим причинам.

## Достопримечательности
- Церковь Сен-Мартен (XII век). Памятник истории с 1925 года[3]

## Фотогалерея
- Церковь Сен-Мартен
- Карта коммуны